# Number needed to treat
Het Number Needed to Treat (NNT) is in de geneesmiddelenleer en de medische statistiek het aantal patiënten dat gedurende een te noemen periode (meestal 1, 5 of 10 jaar) moeten worden behandeld met een bepaald geneesmiddel of ingreep om een bepaalde ongunstige uitkomst te voorkomen. 
Het NNT is de inverse van de absolute risicoreductie ARR.
Als de kans op een bepaalde gebeurtenis in een bepaalde periode zonder behandeling 5% is, en met behandeling in die periode 3%, dan is de ARR = 2% en het NNT 100/2% = 1/0,02 = 50. Om te voorkomen dat niemand baat bij de behandeling heeft, moeten dus 50 mensen in die periode dat middel gebruiken. Statistisch gezien is dan één gebeurtenis voorkomen. Negenenveertig mensen hebben het gebruikt zonder nut. Van tevoren is echter niet bekend wie er baat bij gaat hebben.
Deze manier om de effectiviteit van een middel voor een bepaald probleem te bekijken geeft een realistischer beeld van de effectiviteit van een behandeling dan de relatieve risicoreductie: Een fabrikant van een middel zal geneigd zijn de effectiviteit aan te prijzen in termen van "40% minder kans op de ongewenste gebeurtenis" (wat bijvoorbeeld neerkomt op 3% in plaats van 5% - drie is 40% kleiner dan 5). 
In het geval dat de kansen 3 en 5 promille zijn, dan is die 40% reductie nog steeds van kracht, maar het "Number Needed to Treat" is dan gestegen tot 500. Om één geval te voorkomen moeten in dat geval 499 mensen het middel die periode voor niets slikken. 
Een NNT van met een bereik van 20 tot 50 wordt voor een nieuw middel in de huidige westerse geneeskunde meestal al als efficient gezien, afgezien van eventuele bijwerkingen. Bloeddrukverlagende middelen, statines en trombocytenaggregatieremmers hebben effecten in dit bereik bij het voorkomen van beroertes, hartinfarcten en andere aandoeningen.

## Number Needed to Harm
Het Number Needed to Harm (NNH) wordt  op een soortgelijke manier berekend voor schadelijke effecten van interventies. Dat is het gemiddelde aantal mensen dat gedurende een bepaalde periode aan een risico blootgesteld moet worden, om gemiddeld één persoon te schaden die anders niet geschaad zou zijn.